# Hespérie à deux points
Parna naso
Espèce
L'Hespérie à deux points (Parnara naso) est une espèce d'insectes lépidoptères (papillons) de la famille des Hesperiidae, de la sous-famille des Hesperiinae  et du genre Parnara.

## Dénomination
Parnara naso a été décrit par Johan Christian Fabricius en 1798 sous le nom de Hesperia naso.

### Noms vernaculaires
L'Hespérie à deux points se nomme en anglais African Straight ou Straight Swift.

### Sous-espèces
- Parnara naso naso ; présent en Afrique et à l'île Maurice
- Parnara naso bigutta Evans, 1937 ; présent à La Réunion
- Parnara naso poutieri (Boisduval, 1833) ; présent à Madagascar[1]

## Description
L'Hespérie à deux points est un papillon marron clair aux ailes ayant la forme caractéristique des hesperiinae et au gros corps marron clair à reflets bleutés.

## Biologie

### Plantes hôtes
Les plantes hôtes de sa chenille sont diverses graminées dont Oryza sativa,.

## Écologie et distribution
Parnara naso réside dans toute l'Afrique, à Madagascar, aux Mascareignes, île Maurice, et à La Réunion.

### Biotope
Les spécimens observés l'ont tous été en basse altitude.

### Protection
Pas de statut de protection particulier, l'Hespérie à deux points, est inscrite DD sur la liste rouge des rhopalocères de l'ile de La Réunion.